# Relais électromécanique
 (mars 2024).
Si vous disposez d'ouvrages ou d'articles de référence ou si vous connaissez des sites web de qualité traitant du thème abordé ici, merci de compléter l'article en donnant les références utiles à sa vérifiabilité et en les liant à la section « Notes et références ».

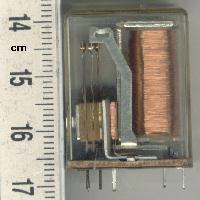
Relais électromécanique.

Fonctionnement monostable sans diode de roue libre. L'arc électrique lors de la mise hors tension augmente l'usure des contacts de l'interrupteur dans le circuit de commande.

Fonctionnement monostable avec diode de roue libre. L'énergie du champ magnétique peut être dissipée de manière contrôlée via la diode.

Un relais électromécanique est un organe électrique permettant de distribuer la puissance à partir d'un ordre émis par la partie commande. Ainsi, un relais permet l'ouverture et la fermeture d'un circuit électrique de puissance à partir d'une information logique. Les deux circuits, puissance et information, sont complètement isolés (isolation galvanique) et peuvent avoir des caractéristiques d'alimentation électrique différentes.

## Description

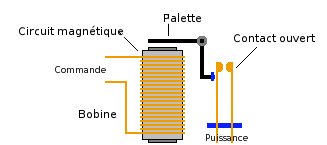
Schéma d'un relais électromécanique.

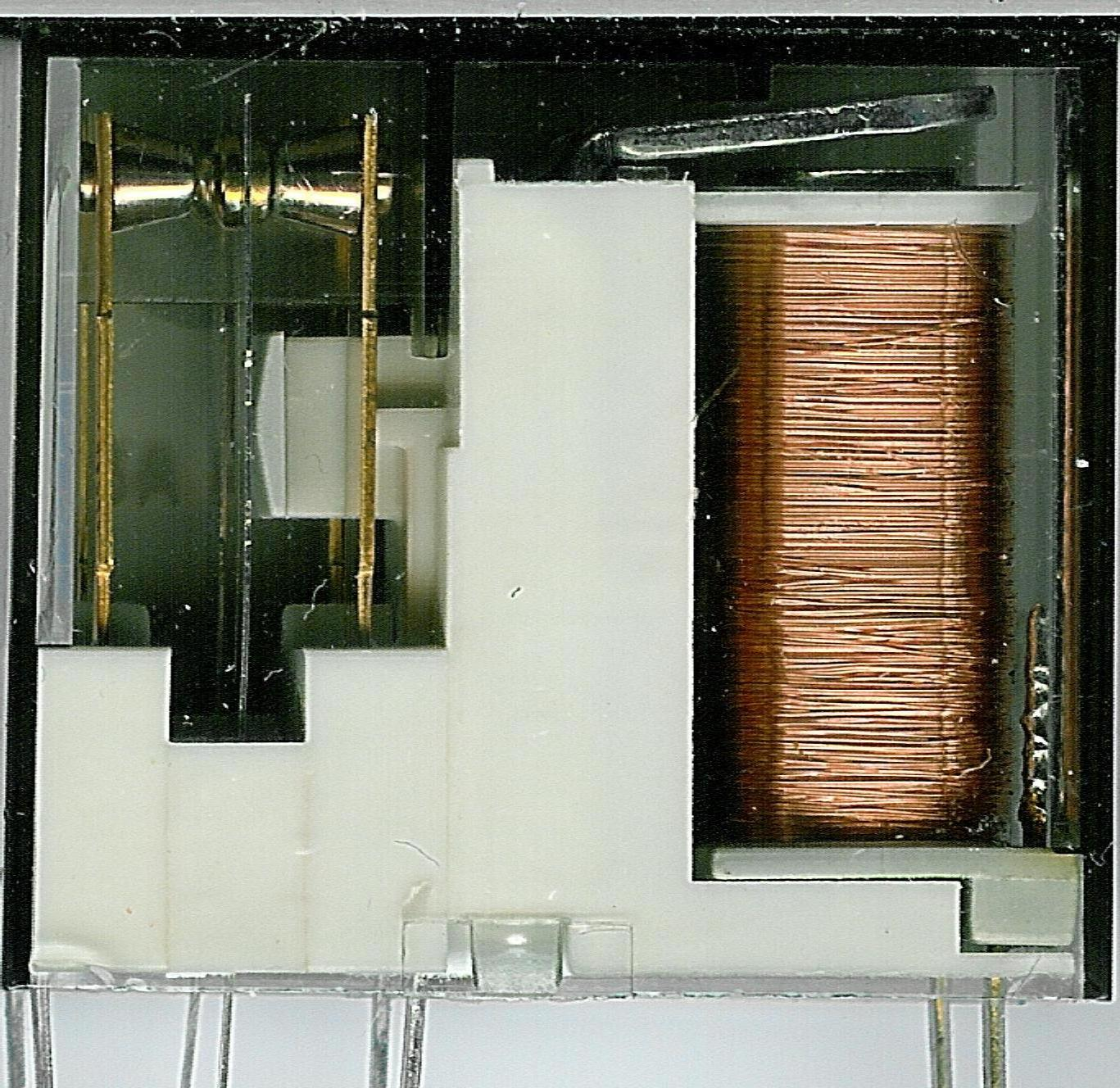
Vue principale d'un relais double inverseurs.

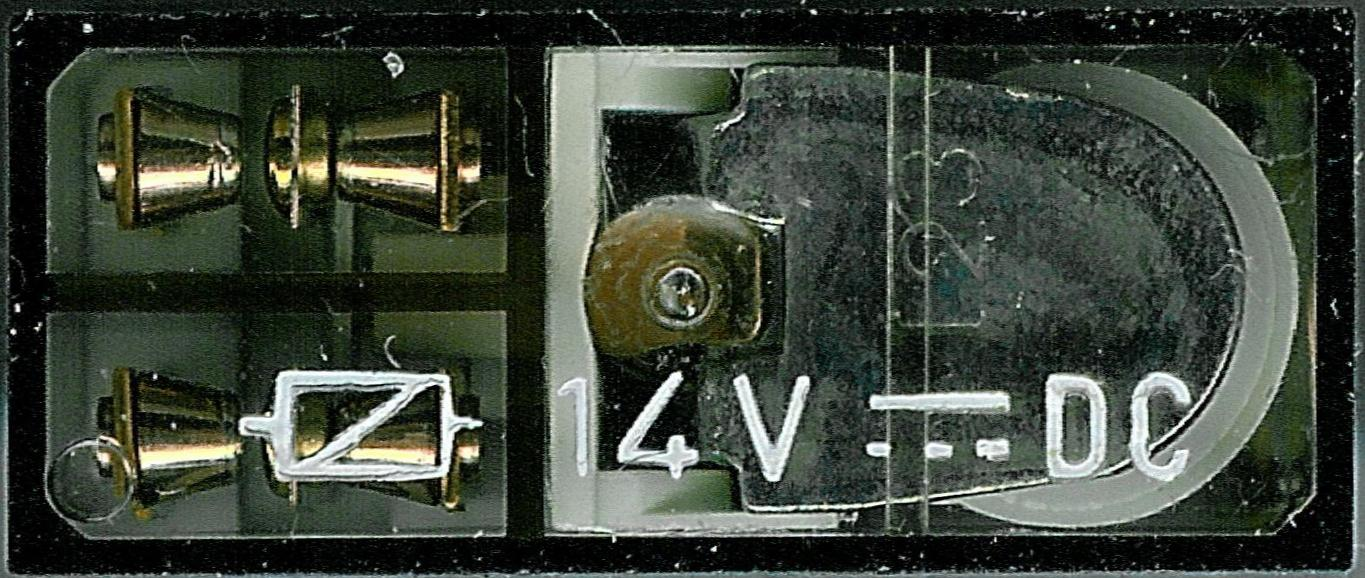
Autre vue du relais en correspondance montrant le détail des contacts (NO à gauche et NC à droite).

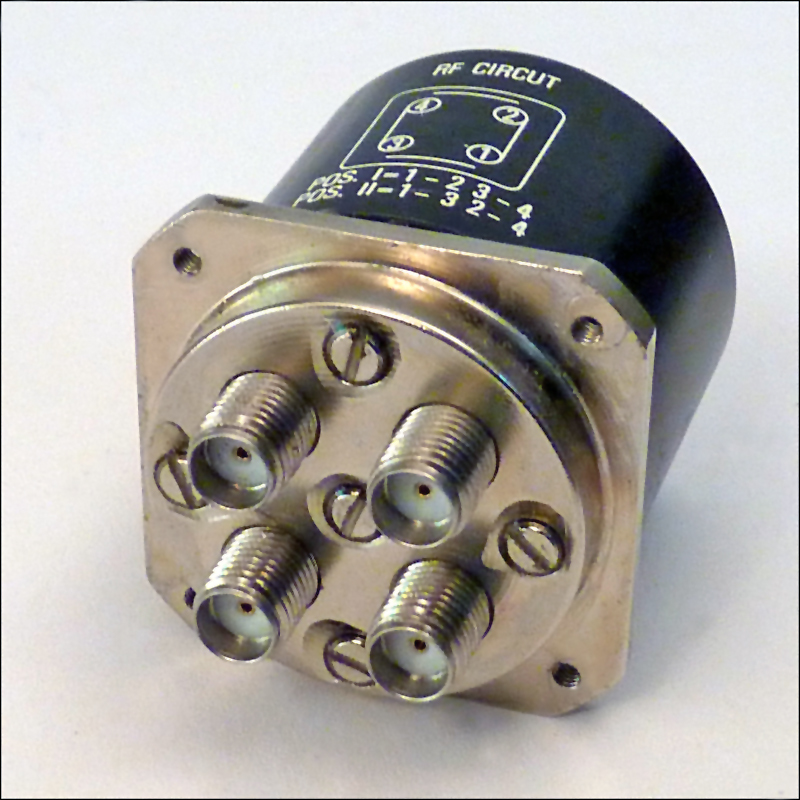
Relais radio.

- Un relais est composé principalement d'un électroaimant qui, lorsqu'il est alimenté, soumet à une force une palette qui agit mécaniquement sur le système de commutation électrique : les contacts.
- L'électroaimant peut être, suivant les spécifications et les besoins, alimenté en TBT (Très Basse Tension) (moins de 12 V, 24 V, 48 V) continu ou alternatif ou en BT (Basse Tension) (110 V, 230 V, 400 V).
- Le système de commutation peut être composé d'un ou plusieurs interrupteurs simple effet appelés contacts normalement ouverts (NO) ou normalement fermés (NF), d'un ou plusieurs inverseurs (contacts repos-travail RT). Ces commutateurs sont adaptés aux courants et à la gamme de tensions utilisés dans la partie puissance.
- Dans les systèmes mettant en œuvre de plus fortes puissances (au delà du kW), les relais sont appelés contacteurs.
- Divers systèmes électroniques, mécaniques ou pneumatiques peuvent créer un retard à l'enclenchement (temporisation travail) ou au relâchement (temporisation retard).
- Un relais peut être monostable ou bistable :

Fonctionnement monostable : les contacts commutent quand la bobine est alimentée et le retour à l'état initial se fait quand la bobine n'est plus alimentée.
Fonctionnement bistable à une bobine : on alimente la bobine pour que les contacts commutent : l'état ne change pas quand la bobine n'est plus alimentée, un système mécanique bloque le retour. Pour revenir à l'état initial, on alimente à nouveau la bobine pour débloquer le mécanisme, dans certains cas en inversant la polarité de l'alimentation.
Fonctionnement bistable à deux bobines : on alimente la première bobine pour que les contacts commutent : l'état ne change pas quand la bobine n'est plus excitée. Pour revenir à l'état initial, on alimente la deuxième bobine.

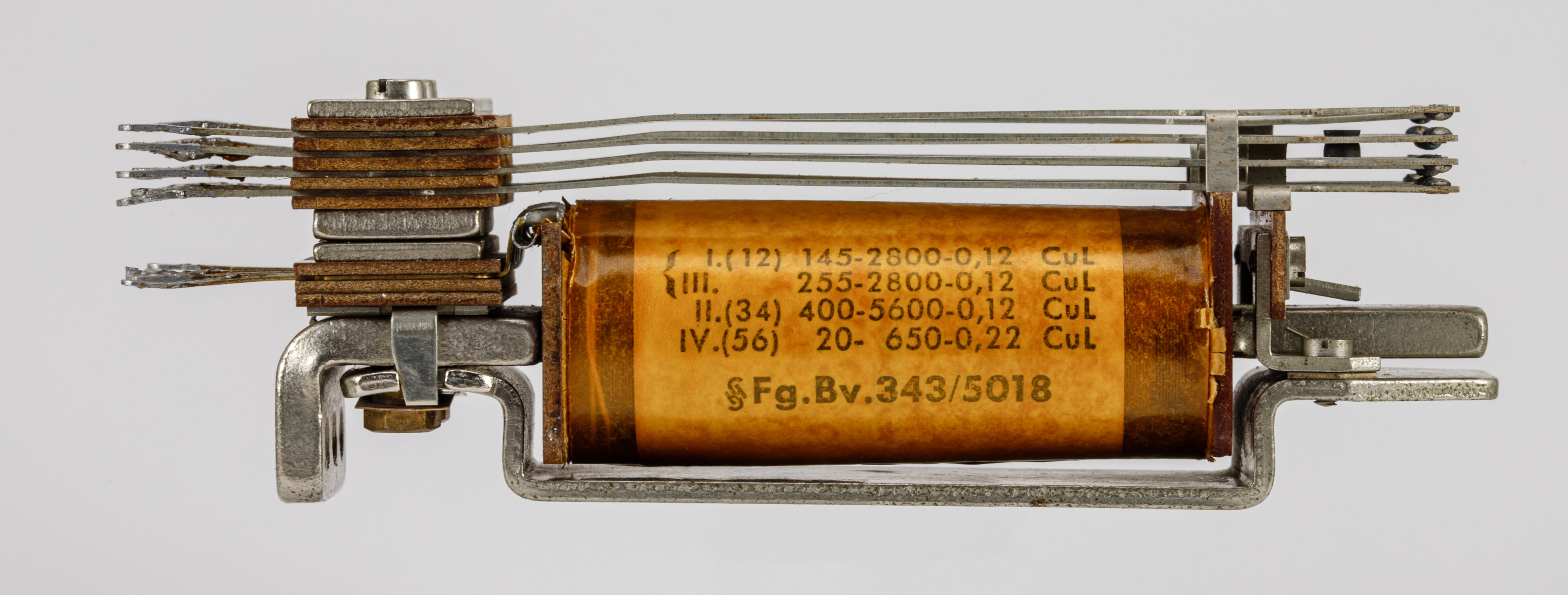
Relais électromécanique Siemens & Halske pour commutateur téléphonique.

Quelques symboles de relais spéciaux :

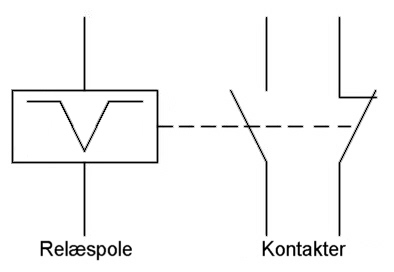
Relais bi-stable.
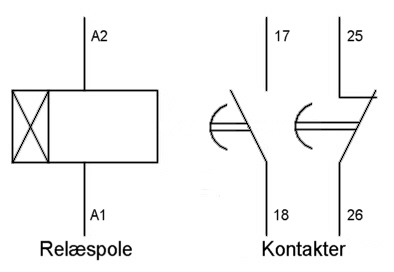
Relais temporisé enclenchement.
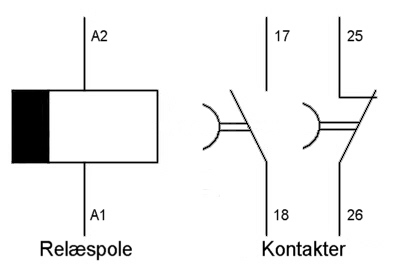
Relais temporisé relâchement.

## Utilisations
- La fonction première des relais est le plus souvent de séparer les circuits de commande des circuits de puissance à des fins d'isolement, par exemple pour piloter une tension ou un courant élevé, à partir d'une commande plus faible, et dans certaines applications, assurer aussi la sécurité de l’opérateur.
- On peut les utiliser aussi pour créer des fonctions logiques adaptées, comme ce fut le cas pour les premiers ordinateurs ou dans les flippers. C'est toujours le cas également dans beaucoup de postes d'aiguillages, conçus avant les années 1990.
- Les relais furent utilisés en très grande quantité dans les systèmes de commutation téléphonique électromécanique RTC ; ils le sont toujours, mais dans une moindre mesure car remplacés par de l'électronique et de l'informatique, dans les commutateurs actuels.
- La durée de vie des relais électromagnétiques bas de gamme est relativement réduite en raison de l'usure des contacts lors de commutations répétées. Mais il existe des solutions pour en prolonger sa durée de vie[1]. Certains relais sont conçus et testés pour supporter au minimum 10 millions de manœuvres. Leur longévité est souvent supérieure à 50 ans en service, sans qu'il soit possible de dire précisément combien de manœuvres ils ont accompli.

## Évolution
Le relais statique, entièrement électronique, remplace avantageusement dans beaucoup de situations le relais électromécanique. Une meilleure vitesse de commutation, le silence de fonctionnement, et l'insensibilité aux vibrations sont quelques-uns de ses avantages sur l'électromécanique. Par contre il supporte — parfois — très mal les forts courants de court-circuit bien qu'il soit généralement équipé de protections internes. Il n'est pas utilisable non plus en tant que coupure de sécurité (au sens des personnes) à cause du courant de fuite et du court-circuit permanent qui peut être généré lors du flashage du composant (contrairement au relais électromécanique qui parfois « colle » mais, le plus souvent, s'ouvre lorsque le courant revient à zéro). Certains relais dits de « sécurité » sont conçus de façon à offrir une garantie d'ouverture en cas de défaillance (ouverture alors que la bobine est alimentée) de l'ordre d'un milliard de fois plus probable qu'une fermeture par défaillance (fermeture alors que la bobine n'est pas alimentée). Pour les applications ferroviaires fixes (signalisation) ces relais doivent respecter, en France, la norme NF F 70-030. La plupart des réseaux ferrés utilisent des relais de conception très semblable. La recherche de solutions alternatives par relais statiques n'a pas abouti jusqu'à présent en raison des probabilités trop proches des différents modes de défaillance.